# حال ارزون (ترانه)
«رقص ارزون» (انگلیسی: Cheap Thrills) از ترانه‌های سیا است که در هفتمین آلبوم استودیویی وی یعنی این اداست قرار داده شد. این ترانه به موفقیت تجاری بالایی رسید.